# Дропія
Дропія (рум. Dropia) — село у повіті Констанца в Румунії. Входить до складу комуни Тортоман.
Село розташоване на відстані 176 км на схід від Бухареста, 32 км на північний захід від Констанци, 121 км на південь від Галаца.

## Населення
За даними перепису населення 2002 року у селі проживали 80 осіб, з них 78 осіб (97,5%) румунів. Рідною мовою 78 осіб (97,5%) назвали румунську.